# Abdelmajid Shaita
Abdelmajid Shaita (ur. 19 stycznia 1955 w Casablance) – marokański piłkarz grający na pozycji napastnika. W swojej karierze grał w reprezentacji Maroka.

## Kariera klubowa
Całą swoją karierę piłkarską Shaita spędził w klubie Wydad Casablanca. Zadebiutował w nim w 1973 roku i grał w nim do 1986 roku. Wywalczył z nim cztery mistrzostwa Maroka w sezonach 1975/1976, 1976/1977, 1977/1978 oraz 1985/1986. Zdobył też trzy Puchary Maroka w sezonach 1977/1978, 1978/1979 i 1980/1981.

## Kariera reprezentacyjna
W reprezentacji Maroka Shaita zadebiutował w 1976 roku. W 1978 roku powołano go do kadry na Puchar Narodów Afryki 1978. W nim rozegrał trzy mecze grupowe: z Tunezją (1:1), z Kongiem (1:0) i z Ugandą (0:3). W kadrze narodowej grał do 1981 roku.